# Ośrodek Akademicki Rejs

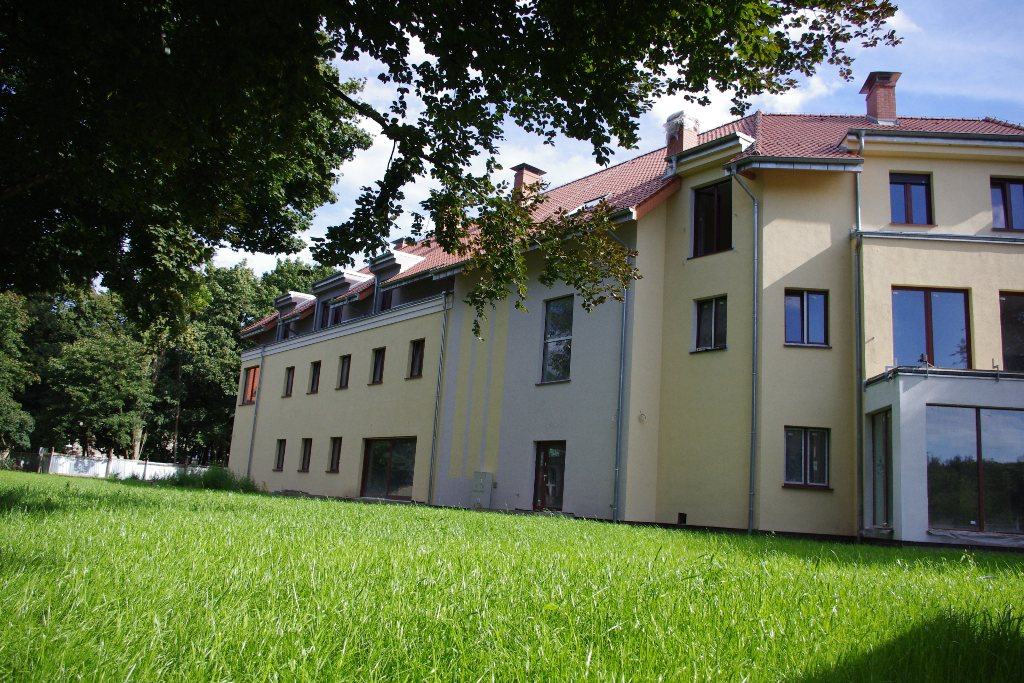
Siedziba Ośrodka Rejs, 2012

Ośrodek Akademicki Rejs – najstarszy polski ośrodek Opus Dei. Został założony w czerwcu 1990 z tymczasową siedzibą przy ul. Karłowicza (na Pogodnie) przez Pomorskie Stowarzyszenie Promocji Nauki. W siedzibie przy ul. Waryńskiego 14 ośrodek działał od maja 1991 r. Obecna siedziba znajduje się w Szczecinie w dzielnicy Pogodno przy ul. Adama Mickiewicza 51.

## Działalność
Rejs jest ośrodkiem o charakterze wychowawczym. Kształtuje postawy społeczne, naukowe i religijne  wśród młodzieży męskiej.
W Rejsie odbywają się spotkania o różnym charakterze dla chłopców od 10 do 18 lat, dla studentów i dla osób pracujących. Organizowane są m.in. zajęcia sportowe, kursy nauki, warsztaty, tutoring, wyprawy turystyczne, modelarnia, spotkania z ciekawymi gośćmi z dziedziny nauki, biznesu, sportu, kultury i mediów. Opiekę duchową nad ośrodkiem sprawuje prałatura personalna Opus Dei. Podobną działalność prowadzi np. Ośrodek Kulturalny Sołek w Poznaniu.
W ośrodku znajduje się czytelnia i kaplica, jak również kameralny dom akademicki. Aktualnie trwają prace wykończeniowe nad nową siedzibą przy ul. Mickiewicza 51, w ramach kompleksu Bethanien. Nowy Ośrodek Akademicki posiada bibliotekę z czytelnią, sale wykładowe, pomieszczenia dla modelarni, salę sportową. Obiekt jest przystosowany do zajęć pozalekcyjnych dla męskiej młodzieży ze szkoły podstawowej, gimnazjum, liceum i studentów.